# Affaire Sébastien Selam
L'affaire Sébastien Selam concerne un meurtre à caractère antisémite commis à Paris le 20 novembre 2003.
Son auteur, Adel Amastaibou, souffrant de schizophrénie, est définitivement reconnu comme irresponsable pénalement en raison de l'abolition de son discernement en 2010.

## Victime
Sébastien Selam est un disc jockey de 23 ans, « DJ important du milieu hip-hop », lancé par Cathy et David Guetta, qui choisit le nom de scène de DJ Lam C. Il fait ses débuts aux Bains Douches, une célèbre boîte de nuit parisienne.  

## L'affaire
Dans la nuit du 19 au 20 novembre 2003, au 5 rue Louis-Blanc dans le 10e arrondissement de Paris, Sébastien Selam est poignardé à mort par son voisin de palier et ami d'enfance musulman, Adel Amastaibou,,. Défiguré à coups de couteau et de fourchette, Selam est retrouvé mort dans le parking de son immeuble, où son ami l'avait attiré,. Adel Amastaibou, qui vit d'expédients et de petits trafics, présente depuis l'âge de 16 ans des troubles psychiatriques, avait été auteur d'agressions sur une femme enceinte, un rabbin, mais aussi sur sa mère, son oncle et sa tante. Il est hospitalisé d'office à trois reprises avant les faits,.   
Après l'homicide, Adel Amastaibou se rend au domicile de la mère de Sébastien Selam et y déclare : « J'ai tué un Juif ! J'irai au paradis » et devant les policiers, il ajoute : « C'est Allah qui le voulait ». Selon le procès-verbal de police, le meurtrier affirme à la police, après son arrestation : « Je suis content s'il est mort cet enculé, ce bâtard, s'il est mort, je suis trop content, ce putain de juif, sale juif ». Le même document mentionne « que le comportement d'Adel Amastaibou est manifestement sensé et volontaire » et que le suspect « se dit pleinement satisfait de son acte »,. Il est contrôlé positif au cannabis. 
Dès le lendemain des faits, Adel Amastaibou est mis en examen mais il est transféré au sein d'une structure psychiatrique. Le docteur Daniel Zagury, désigné comme expert psychiatrique, écrit en 2005, dans son expertise remise au juge Sonnois, que le crime n'est pas « antisémite mais un acte délirant ». La magistrate en charge considérant que l’accusé était atteint au moment des faits d’un trouble psychiatrique ayant aboli son discernement, la folie est retenue, au détriment de la circonstance aggravante de l'antisémitisme. Une ordonnance de non-lieu est rendue en août 2006 et le suspect est interné d'office à Villejuif. Cette décision ne parvenant que très tardivement à la famille de la victime, celle-ci interjette appel, en juillet 2007. 
Alors que l'avocat de la famille soutient qu'Adel Amastaibou n'est qu'un « simulateur » antisémite affiché, celui-ci, atteint d'une schizophrénie délirante paranoïde, affirme devant la Chambre de l'instruction de la Cour d'appel de Paris, présidée par Patrick Desmure, le 2 décembre 2009, que c'est non par antisémitisme mais en plein délire qu'il a tué son ami Sébastien : « J'ai entendu des voix dans ma tête. Je croyais que j'étais mort. Pour survivre, je devais tuer mon meilleur ami. Je ne me contrôlais plus », raconte-t-il, assurant que cela n'avait « rien à voir avec la religion »,. Malgré le souhait de la famille Selam qu'Adel Amastaibou soit renvoyé devant la Cour d'assises pour assassinat, le précédent non-lieu est confirmé par la chambre de l'instruction, le 5 janvier 2010,. 
Adel Amastaibou intègre une structure psychiatrique mais il bénéficie d'autorisations de sortie. 
Malgré une expertise ordonnée en 2011 qui lui était favorable, l'hôpital psychiatrique de Maison Blanche est condamné en 2014 à verser 30 000 euros à la mère de Sébastien Selam et 15 000 euros à son frère au titre du préjudice moral pour avoir levé, en septembre 2002, l'hospitalisation d'office du futur meurtrier de leur fils et frère, et de n'avoir pas assuré un suivi médical approprié par la suite,.

## Réactions
Le journal Marianne explique que la période de flou entourant ce dossier s'explique notamment par l'apparition toute récente, en février 2003, d'une loi prévoyant la circonstance aggravante d'une infraction « à raison de l'appartenance ou de la non-appartenance, vraie ou supposée, de la victime à une ethnie, une nation, une race ou une religion déterminée ». En décembre 2003 est créé le comité interministériel de lutte contre le racisme et l'antisémitisme et suit la loi du 9 mars 2004, portant sur « l'adaptation de la justice aux évolutions de la criminalité ». 
Le 23 février 2006, le Wall Street Journal estime que le meurtre d'Ilan Halimi rappelle par certains points celui de Sébastien Selam. 
En 2008, le journaliste Éric Zemmour publie le roman intitulé Petit frère, inspiré de l'histoire de Sébastien Selam. Zemmour est accusé d'atteinte à la dignité d'un mort, à la vie privée et de violation du secret de l'instruction,. La famille Selam poursuit ainsi l'auteur et son éditeur Denoël sur les plans pénal et civil, mais est ensuite déboutée. 
Après le meurtre de Mireille Knoll, le Times of Israël se demande le 4 avril 2018 si une requalification de l'affaire Sébastien Selam en crime antisémite est possible.  
La similitude entre les affaires Sebastien Selam et Sarah Halimi est signalée en avril 2018 dans l'ouvrage collectif Le Nouvel Antisémitisme en France.
En 2019, le journal israélien Haaretz fait ce même rapprochement en précisant : « En France, les auteurs de crime antisémite invoquent la folie pour échapper à la justice. […] Et cela semble marcher ».
Dans une réponse à une demande du député Meyer Habib écrite le 27 mai 2018, peu après le meurtre de Mireille Knoll, le président de la République Emmanuel Macron écrit : « Soyez assuré que sa mémoire perdure au sein de notre communauté nationale, profondément affectée par les crimes à caractère antisémite tels que celui de Sébastien Selam ». Le Président précise : « ravivé par l'assassinat odieux de Mireille Knoll, le souvenir de ce jeune Français tombé sous les coups du fanatisme le plus sombre est encore vif. […] Je suis déterminé à lutter contre les agressions à l'égard de nos concitoyens juifs en raison de leur confession », et il dénonce « des idéologies infâmes qui conduisent à haïr l'autre ».
La présidente de l'Union syndicale des magistrats (USM, majoritaire), Virginie Duval, évoque, quant à elle, « une affaire terminée qui remonte à une époque où la qualification d'antisémitisme », introduite dans la loi en 2003, « n'existait pas »,.
En novembre 2018, The Guardian cite Sébastien Selam en tête d'une liste de douze juifs tués en France, dont Mireille Knoll, Sarah Halimi et les victimes de la prise d'otages du magasin Hyper Cacher de la porte de Vincennes et des attentats de mars 2012, et commente ces faits en disant que « la France est le seul pays européen où des Juifs sont périodiquement tués parce qu'ils sont juifs ».

## Note
1. ↑  Depuis la loi Dati de février 2008, les parties civiles qui ne croient pas à l'irresponsabilité pénale d'un criminel ou d'un délinquant présumé ont droit à une audience publique leur offrant notamment la possibilité d'entendre des témoins, les experts ainsi que l'auteur présumé des faits, en dépit de sa déclaration d'irresponsabilité psychiatrique.
2. ↑  La loi n° 2003-88 « visant à aggraver les peines punissant les infractions à caractère raciste, antisémite ou xénophobe » a été promulguée le 3 février 2003. Dans son rôle de contrôleur de l'application des lois, le sénat a confirmé en 2004 qu'elle avait été d'application immédiate, car ne nécessitant aucun décret d'application.